# Mud Lake, Brougham Township
Mud Lake är en sjö i Kanada.   Den ligger i countyt Renfrew County och provinsen Ontario, i den sydöstra delen av landet, 100 km väster om huvudstaden Ottawa. Mud Lake ligger 294 meter över havet. Arean är 0,32 kvadratkilometer. Den sträcker sig 0,7 kilometer i nord-sydlig riktning, och 0,8 kilometer i öst-västlig riktning.
I omgivningarna runt Mud Lake växer i huvudsak blandskog. Trakten runt Mud Lake är nära nog obefolkad, med mindre än två invånare per kvadratkilometer.